# Rankoshi
Rankoshi (蘭越町?) è una cittadina giapponese della prefettura di Hokkaidō.